# Kosutány Tamás
Kosutány Tamás (Nyírlugos, 1848. március 7. – Budapest, 1915. január 19.) magyar agrokémikus, mezőgazdasági szakíró, a mezőgazdasági ipar műszaki fejlesztésének egyik első magyarországi kezdeményezője, a Magyar Tudományos Akadémia levelező tagja (1894).

## Élete
1848. március 7-én született Nyírlugoson Kosutány János és Jósa Petronella fiaként. A középiskolát Szatmárnémetiben végezte, mely után először a keszthelyi gazdasági tanintézetben, majd a Pesti Tudományegyetemen, majd – a Than Károly javaslatára kapott állami ösztöndíjjal – a hallei egyetemen folytatta és fejezte be tanulmányait. Hazatérését követően, 1871-ben a Magyaróvári Magyar Királyi Gazdasági Felsőbb Tanintézetben a vegytan segédtanára lett. 1873-ban a lipcsei egyetemen védte meg német nyelvű doktori értekezését, illetve még ebben az évben megjelent első műve is A borászati vegytan alapvonalai címmel. Kosutányt 13 esztendei magyaróvári szolgálat után, 1884-ben nevezték ki az időközben - az országban elsőként - akadémiai rangra emelt Magyaróvári Magyar Királyi Gazdasági Akadémia vegytani tanszékének és a hozzá kapcsolódó Vegykísérleti Állomásnak vezetőjévé. 1894-ben addigi munkásságának elismeréseként a Magyar Tudományos Akadémia levelező tagjainak sorába választotta. 1903-ban kinevezték a budapesti Országos Kémiai Intézet és Központi Vegykísérleti Állomás igazgatójának. E két beosztásában dolgozott haláláig, miközben meghívott előadóként 1903 és 1908 között a József Műegyetemen mezőgazdasági kémiai technológiát tanított. A mezőgazdasági ipar műszaki fejlesztésének egyik első hazai kezdeményezője volt, széleskörű kísérleti tevékenységét tükrözik európai színvonalú munkái. Budapesten hunyt el 1915. január 19-én. Sírja a Farkasréti temetőben található. Neje Csesznák Eleonóra volt.

## Munkássága

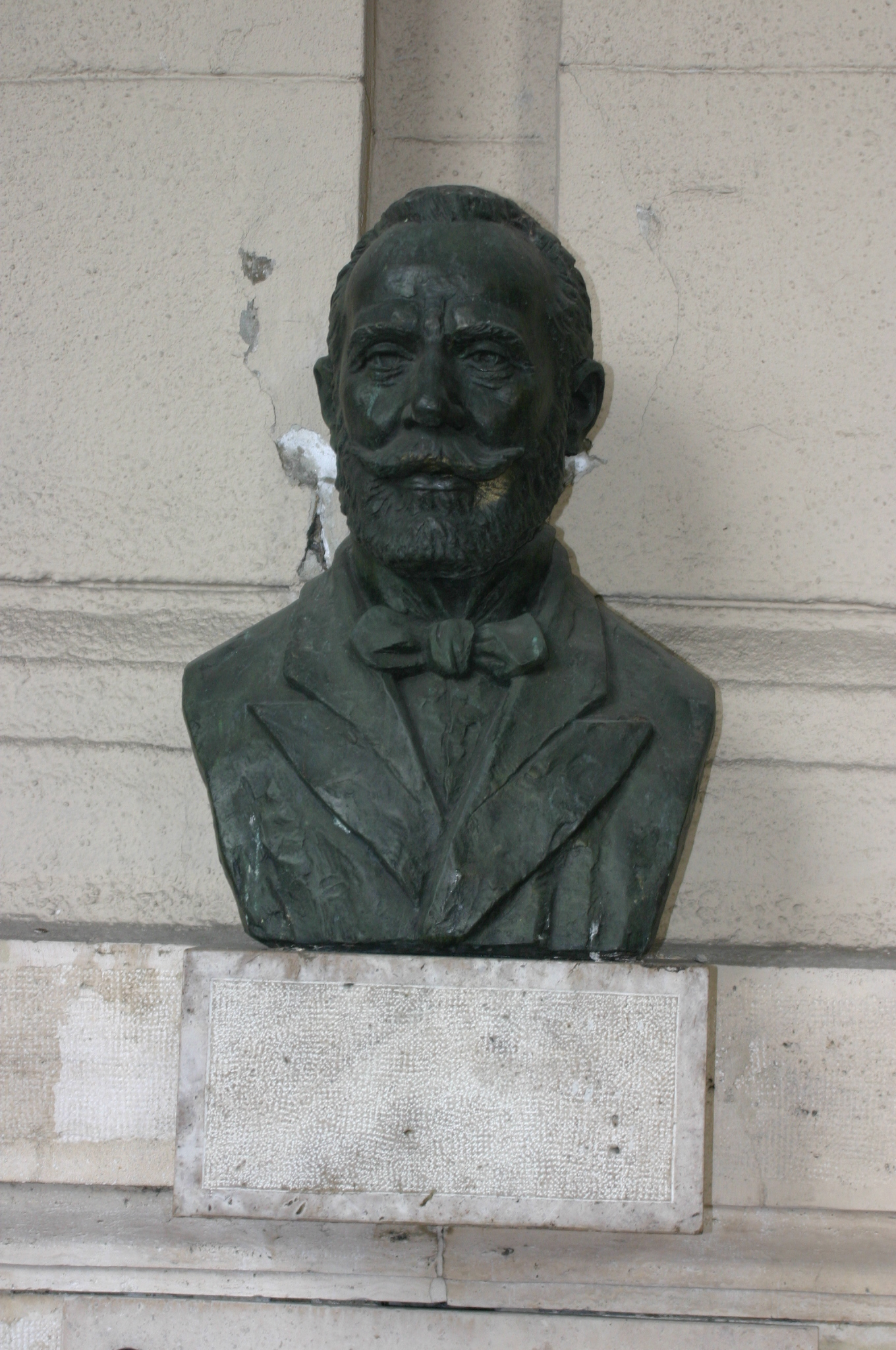
Kosutány Tamás mellszobra az FVM épülete előtt Budapesten

Munkássága során – Sigmond Elek emlékező szavaival – „előszeretettel foglalkozott olyan természetű témák tanulmányozásával, melyek nemcsak új tudományos irányt szolgáltak, de az egyes mezőgazdasági termelési ágazatok gyökeres átalakítását célozták és részben eredményezték is”.
- A borászati vegytan alapvonalai (1873)
- Magyarország jellemzőbb dohányainak chemiai és növényélettani vizsgálata (1877–1881)
- A trágyázás alapelvei (Cserháti Sándorral, 1887)
- A gazdasági szeszgyártás kézikönyve (Lázár L. Pállal, 1891)
- Takarmányozástan (Cselkó Istvánnal, 1894)
- A különböző eredetű Saccharomycesek befolyása a bor képződésére (1894)
- A magyar búza és a magyar liszt a gazda, molnár és sütő szempontjából (1907)
- Az országos m. kir. chemiai intézet és központi vegykísérleti állomás 25 éves működése : Emlékirat és beszámoló. (1907)
- A mezőgazdasági chemiai technológia alapelvei (1908)

## Emlékezete
- Emlékének ápolására a Magyar Élelmezésipari Tudományos Egyesület 1955-ben megalapította az évente kiosztandó Kosutány Tamás Emlékérmet.
- A korábbi Földművelésügyi Minisztérium, ma Vidékfejlesztési Minisztérium budapesti épületének árkádja alatt található bronz mellszobrát Horváth János szobrász készítette 1984-ben.[6]
- Szülőhelye, Nyírlugos Cserhágó nevű településrészén utcanév őrzi az emlékét.

## További Információk
- Rövid életrajza a KFKI honlapján
- Mezőgazdasági Pantheon a Magyar Elektronikus Könyvtár lapján
- A borról és az erjedésről (részletek)